# 金砂村 (茨城県)
金砂村（かなさむら）は茨城県久慈郡にかつて存在した村である。

## 地理
- 旧金砂郷町の北部、現在の常陸太田市の西部に位置する。
- 村域は阿武隈高地の一部に位置し、ほとんど山がちな地形である。
- 村は久慈川の支流が流れている。

## 歴史

### 村域の変遷
- 1889年（明治22年）4月1日 - 町村制施行により、上利員村・上宮河内村・下宮河内村・赤土村が合併し久慈郡金砂村が発足。
- 1955年（昭和30年）4月15日 - 久米村・郡戸村・金郷村とともに合併し金砂郷村が発足。金砂村は消滅。

変遷表
| 1868年 以前 | 1868年 以前 | 明治22年 4月1日 | 昭和30年 4月15日 | 平成5年 11月1日 | 平成16年 12月1日  | 現在       |
| ----------- | ----------- | --------------- | ---------------- | --------------- | ----------------- | ---------- |
|             | 上利員村    | 金砂村          | 金砂郷村         | 町制            | 常陸太田市 に編入 | 常陸太田市 |
|             | 下宮河内村  | 金砂村          | 金砂郷村         | 町制            | 常陸太田市 に編入 | 常陸太田市 |
|             | 上宮河内村  | 金砂村          | 金砂郷村         | 町制            | 常陸太田市 に編入 | 常陸太田市 |
|             | 赤土村      | 金砂村          | 金砂郷村         | 町制            | 常陸太田市 に編入 | 常陸太田市 |

## 人口・世帯

### 人口
総数 [単位： 人]
| 1891年（明治24年） | 2,703 |
| 1920年（大正 9年） | 3,294 |
| 1935年（昭和10年） | 3,716 |
| 1950年（昭和25年） | 4,090 |

### 世帯
総数 [単位： 世帯]
| 1920年（大正 9年） | 671 |
| 1935年（昭和10年） | 672 |
| 1950年（昭和25年） | 717 |